# Постнинский
Постнинский — село в Родниковском районе Ивановской области, входит в Филисовское сельское поселение.

## История
В 1981 году Указом Президиума Верховного Совета РСФСР посёлок 2-го отделения госплемзавода «Светоч» переименован в Постнинский.

## Население
| 2002 | 2010 |
| ---- | ---- |
| 513  | ↗516 |